# Colombia (ciclismo)
La Colombia era una squadra maschile colombiana di ciclismo su strada con sede ad Adro, in Italia. Attiva nel professionismo dal 2012 al 2015, era diretta dall'ex ciclista Claudio Corti e sponsorizzata dal ministero dello sport colombiano. Nelle quattro stagioni di attività ebbe licenza Professional Continental, venendo invitata al Giro d'Italia nel 2013 e nel 2014 e alla Vuelta a España nel 2015.

## Cronistoria

### Annuario
| Anno | Codice | Nome                 | Cat. | Biciclette       | Dirigenza                                                                                 |
| ---- | ------ | -------------------- | ---- | ---------------- | ----------------------------------------------------------------------------------------- |
| 2012 | COL    | Colombia-Coldeportes | PCT  | Bianchi          | Manager: Claudio Corti Dir. sportivo: Valerio Tebaldi, Oscar Pelliccioli, Oliverio Rincón |
| 2013 | COL    | Colombia             | PCT  | Wilier Triestina | Manager: Claudio Corti Dir. sportivo: Valerio Tebaldi, Oscar Pelliccioli, Oliverio Rincón |
| 2014 | COL    | Colombia             | PCT  | Wilier Triestina | Manager: Claudio Corti Dir. sportivo: Valerio Tebaldi, Oscar Pelliccioli, Oliverio Rincón |
| 2015 | COL    | Colombia             | PCT  | Wilier Triestina | Manager: Claudio Corti Dir. sportivo: Valerio Tebaldi, Oscar Pelliccioli, Oliverio Rincón |

### Classifiche UCI
Aggiornato al 31 dicembre 2015.
| Anno | Class.     | Pos. | Migliore cl. individuale    |
| ---- | ---------- | ---- | --------------------------- |
| 2012 | America T. | 19º  | Fabio Duarte (53º)          |
| 2012 | Europe T.  | 26º  | Esteban Chaves (29º)        |
| 2013 | America T. | 28º  | Edwin Ávila (150º)          |
| 2013 | Europe T.  | 55º  | Leonardo Duque (86º)        |
| 2014 | America T. | 23º  | Miguel Ángel Rubiano (73º)  |
| 2014 | Asia T.    | 37º  | Dúber Quintero (68º)        |
| 2014 | Europe T.  | 51º  | Miguel Ángel Rubiano (200º) |
| 2015 | America T. | 13º  | Rodolfo Torres (25º)        |
| 2015 | Asia T.    | 50º  | Leonardo Duque (196º)       |
| 2015 | Europe T.  | 50º  | Rodolfo Torres (242º)       |

## Palmarès

### Grandi Giri
- Giro d'Italia

Partecipazioni: 2 (2013, 2014)
Vittorie di tappa: 0
Vittorie finali: 0
Altre classifiche: 0
- Tour de France

Partecipazioni: 0
- Vuelta a España

Partecipazioni: 1 (2015)
Vittorie di tappa: 0
Vittorie finali: 0
Altre classifiche: 0

### Campionati nazionali
- Campionati colombiani

In linea: 2014 (Miguel Ángel Rubiano)

## Organico 2015
Aggiornato al 4 gennaio 2015.

### Staff tecnico
|  | Naz.                |        | Sportivo          |  |  |  |
|  | ------------------- | ------ | ----------------- |  |  |  |
|  | Italia (bandiera)   | GM, DS | Claudio Corti     |  |  |  |
|  | Italia (bandiera)   | DS     | Valerio Tebaldi   |  |  |  |
|  | Italia (bandiera)   | DS     | Oscar Pelliccioli |  |  |  |
|  | Colombia (bandiera) | DS     | Oliverio Rincón   |  |  |  |

### Rosa
|  | Naz.                |  | Sportivo             | Anno |  |  |
|  | ------------------- |  | -------------------- | ---- |  |  |
|  | Colombia (bandiera) |  | Edwin Ávila          | 1989 |  |  |
|  | Colombia (bandiera) |  | Alex Cano            | 1983 |  |  |
|  | Colombia (bandiera) |  | Camilo Castiblanco   | 1988 |  |  |
|  | Colombia (bandiera) |  | Edward Diaz          | 1994 |  |  |
|  | Colombia (bandiera) |  | Fabio Duarte         | 1986 |  |  |
|  | Colombia (bandiera) |  | Leonardo Duque       | 1980 |  |  |
|  | Colombia (bandiera) |  | Daniel Martínez      | 1996 |  |  |
|  | Colombia (bandiera) |  | Sebastian Molano     | 1994 |  |  |
|  | Colombia (bandiera) |  | Darwin Pantoja       | 1990 |  |  |
|  | Colombia (bandiera) |  | Jonathan Paredes     | 1989 |  |  |
|  | Colombia (bandiera) |  | Walter Pedraza       | 1990 |  |  |
|  | Colombia (bandiera) |  | Carlos Quintero      | 1986 |  |  |
|  | Colombia (bandiera) |  | Brayan Ramírez       | 1992 |  |  |
|  | Colombia (bandiera) |  | Carlos Mario Ramirez | 1994 |  |  |
|  | Colombia (bandiera) |  | Miguel Ángel Rubiano | 1984 |  |  |
|  | Colombia (bandiera) |  | Cayetano Sarmiento   | 1987 |  |  |
|  | Colombia (bandiera) |  | Rodolfo Torres       | 1987 |  |  |
|  | Colombia (bandiera) |  | Juan Pablo Valencia  | 1988 |  |  |